# Dingling
I Dingling (丁零T, DīnglíngP, Ting-lingW) erano un'antica popolazione della Siberia e della Cina occidentale, un tempo distribuiti principalmente tra la Zungaria e il corso dello Enisej: al di là del sabbioso paese di Sha-sai (il deserto di Taklamakan) nelle cronache cinesi.
Probabilmente dai Dingling discendono gli Shori dei monti Saiani-Altaj, gli Hakassi e i Chirghisi dello Enisej.

## Ipotesi sui Dingling
Se ne ignora la lingua ed esiste la controversia se siano:
- Ugro-finnici,
- proto-turchi (si noti che continuano ad esistere sui monti Altaj le popolazioni turche dei Teleuti e dei Telenghiti
- Iranici, come gli Alani e gli Sciti,
- le culture di Afanasevo e di Tagar, antenati dei cosiddetti Tocari,
- gli antenati del popolo siberiano in via di estinzione dei Ket.